# Edi Gathegi

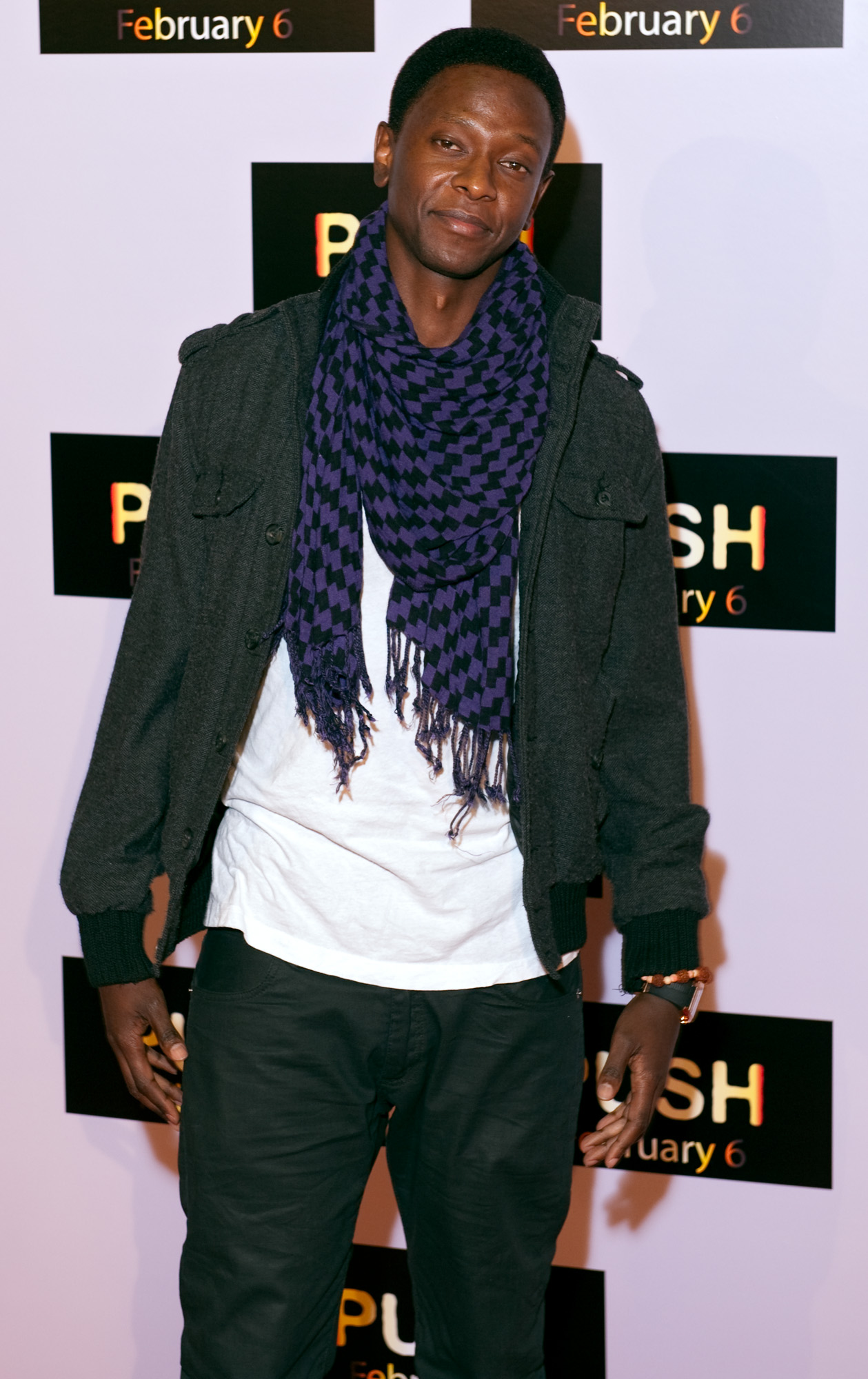
Edi Gathegi 2009 bei der Premiere des Films Push.

Edi Mue Gathegi (* 10. März 1979 in Nairobi, Kenia) ist ein US-amerikanischer Schauspieler.

## Leben und Karriere
Edi Gathegi wuchs in Albany, Kalifornien auf. Er besuchte die Universität von Kalifornien, wo er ein erfolgreicher Basketballspieler war. Nach einer Knieverletzung musste er seine sportliche Laufbahn beenden und entdeckte seine Liebe zur Schauspielerei. Nachdem er die „Tisch School of the Arts“ in New York besuchte, begann er seine Schauspielkarriere am Theater. Er spielte unter anderem in den Stücken Othello, Ein Sommernachtstraum und Cyrano de Bergerac.
Seine erste Rolle vor der Kamera hatte Gathegi 2006 als Haitian Cabbie in Crank. 2007 war er in einer Gastrolle in der Fernsehserie Veronica Mars zu sehen und spielte die Rolle des Bodie in Death Sentence – Todesurteil. Im selben Jahr war er als Cheese in Gone Baby Gone – Kein Kinderspiel zu sehen.
Bekanntheit erlangte er durch eine wiederkehrende Rolle als Dr. Jeffrey Cole in der Fernsehserie Dr. House und als Vampir Laurent in Twilight – Biss zum Morgengrauen (2008) und New Moon – Biss zur Mittagsstunde (2009). Im selben Jahr spielte er den Deputy Martin in dem Horrorfilm My Bloody Valentine 3D, 2011 folgte die Rolle des Darwin im X-Men-Film X-Men: Erste Entscheidung. Von 2015 bis 2016 hatte er die wiederkehrende Rolle des Handlangers Matias Solomon in der US-Serie The Blacklist inne, die er im Anschluss auch in deren Spin-off The Blacklist: Redemption verkörperte.

## Filmografie (Auswahl)
Filme
- 2006: Crank
- 2007: Death Sentence – Todesurteil (Death Sentence)
- 2007: The Fifth Patient
- 2007: Gone Baby Gone – Kein Kinderspiel (Gone Baby Gone)
- 2008: Twilight – Biss zum Morgengrauen (Twilight)
- 2009: This Is Not a Movie
- 2009: My Bloody Valentine 3D
- 2009: New Moon – Biss zur Mittagsstunde (New Moon)
- 2010: Page 36
- 2011: Die Atlas Trilogie – Wer ist John Galt? (Atlas Shrugged: Part I)
- 2011: X-Men: Erste Entscheidung (X-Men: First Class)
- 2015: Bleeding Heart
- 2015: Aloha – Die Chance auf Glück (Aloha)
- 2016: The Watcher
- 2020: Das Letzte, was er wollte (The Last Thing He Wanted)
- 2021: The Harder They Fall
- 2023: Aporia
- 2025: Superman

Serien
- 2007: Lincoln Heights (3 Folgen)
- 2007: Veronica Mars (Folge 3x18)
- 2007: Dr. House (House, 7 Folgen)
- 2008: CSI: Miami (Folge 6x18)
- 2008: Life on Mars (Folge 1x05)
- 2008: CSI: Vegas (CSI: Crime Scene Investigation, Folge 9x05)
- 2011: Nikita (Folge 1x19)
- 2013: Beauty and the Beast (3 Folgen)
- 2014: Justified (4 Folgen)
- 2014: Wild Card – Eine Nacht in Las Vegas (Wild Card, Folge 1x01)
- 2015: Proof (10 Folgen)
- 2015: Into the Badlands (2 Folgen)
- 2015–2016: The Blacklist (13 Folgen)
- 2016–2018: StartUp
- 2017: The Blacklist: Redemption (8 Folgen)
- seit 2022: For All Mankind